# Феминизация (социология)
Феминизация (от лат. femina — женщина) в социологии — возрастание доли участия женщин в каких-либо социальных, экономических или политических процессах или сферах.
Примеры:
- Феминизация бедности[англ.] — увеличение числа женщин среди бедных слоев населения.
- Феминизация безработицы или феминизация некоторых видов занятости.
- Феминизация власти — увеличения числа женщин во властных структурах.